# Abecedarium (oudheid)

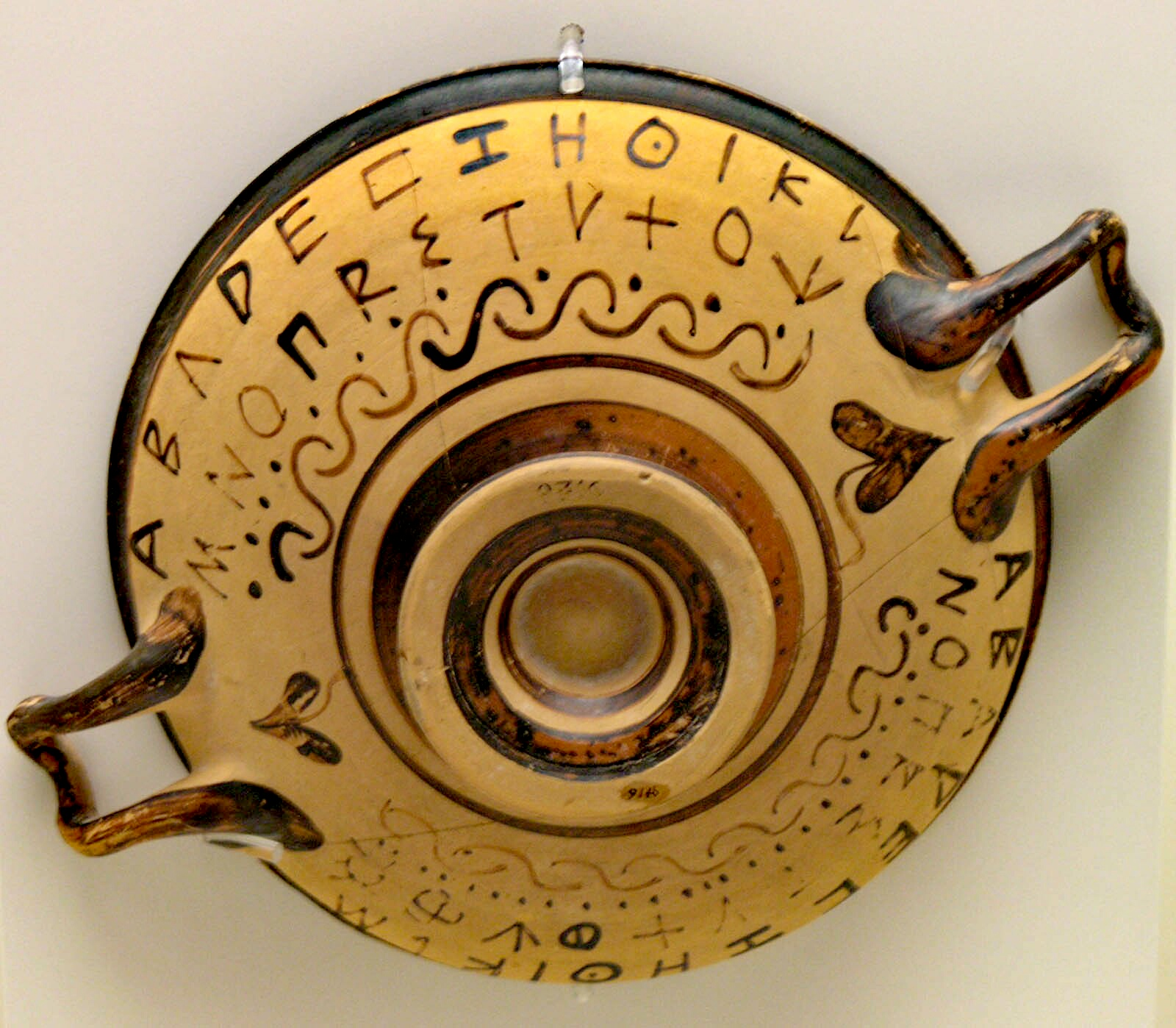
Oudgrieks abecedarium

Een abecedarium is een neergeschreven rij van letters van het alfabet. Vaak werd het in de vorm van inscripties op verschillende soorten objecten aangebracht in de Oudheid. Voor beginnende leerlingen deed het dienst als model.
In ruimere zin kan de term ook verwijzen naar de opeenvolging van de namen van de uit het hoofd te leren lettertekens, maar die interpretatie van de term is minder courant.

## Ontstaanscontext
Abecedaria zijn over meerdere eeuwen op zeer uiteenlopende plaatsen en in zeer gevarieerde contexten gebruikt.  
In de Oudheid gold het aanleren van de letters van het alfabet een eerste stap naar geletterdheid. Hierna volgde het verwerven van lettergrepen en pas daarna van woorden. Abecedaria leveren het fysieke bewijs van het belang dat werd gehecht aan de alfabetstudie in de Oudheid.
Het leren schrijven ging vooraf aan het leren lezen. Kunnen schrijven was immers van belang om o.a. eigendom aan te kunnen duiden in een handelscontext, terwijl lezen daarbij minder urgent was. Het is ook in die specifieke context dat het Fenicische alfabet waarschijnlijk geïntroduceerd is in de Griekse wereld: Griekse ruilhandelaars zagen het nut van een alfabet voor hun handel in. Het alfabet kon vrij gemakkelijk worden aangeleerd en wist zich zo relatief snel te verspreiden onder de Griekse bevolking. Abecedaria kwamen hierbij goed van pas. 
Abecedaria in Griekenland zijn betuigd vanaf de 8e eeuw v.C. De geletterdheid kwam eerst traag op gang. Hoe verder we vorderen in de tijd, des te meer exemplaren duiken op, wat een toenemende geletterdheid suggereert. In de toen opkomende scholen werd er zeker gebruik gemaakt van abecedaria als didactisch instrument, eerst om het alfabet te tonen en vervolgens om het in te oefenen.

## Voorbeelden

### Algemeen overzicht
Sommige vondsten zijn duidelijk te linken aan een schoolcontext, zoals bv. een ostrakon uit Zuid-Gallië uit de 3e of 2e eeuw v.C., dat waarschijnlijk zowel het voorbeeld van een schrijfoefening van de leraar als de kopie van die oefening door de leerling bevat. Toch zijn er ook verscheidene abecedaria teruggevonden uit een periode die voorafgaat aan de eerste verwijzingen naar scholen in literatuur en kunst.
Men gaat ervan uit dat de door de leraar gebruikte abecedaria wellicht op een houten of wassen schrijftafeltje waren neergeschreven. Dit tafeltje kon in de klas circuleren. Leerlingen schreven waarschijnlijk eerder op ostraka of op papyrus, zeker in Egypte.
Abecedaria zijn daarnaast op verscheidene niet-schoolse voorwerpen teruggevonden. Scherven zijn een belangrijke getuige. Zo werd er een scherf uit de 8e eeuw v.C. teruggevonden van het heiligdom in Eretria voor Apollo Daphnephoros, waarop een deel van een abecedarium bewaard werd. In Cumae vond men zelfs een scherf terug uit de 7e eeuw v.C. met twee abecedaria onder elkaar: het ging om een abecedarium van het Etruskisch alfabet met daaronder een van het Korintisch alfabet. Wellicht speelt hier een handelsmotief: het was immers erg nuttig om het alfabet te kennen van de handelspartners.
Daarnaast werden ook enkele objecten teruggevonden met abecedaria op die hoogstwaarschijnlijk gebruikt werden als voorbeeld voor leerlingen om het alfabet over te schrijven en te oefenen. Het kon daarbij gaan om zeer specifieke voorwerpen die ook andere doelen vervulden. Zo vond men bv. uit de 8e eeuw v.C. een gewicht terug van een weefgetouw van de Atheense agora waar een gedeeltelijk abecedarium op stond. Dat object kon gemakkelijk opgehangen worden en diende zo als een handig voorbeeld om te kopiëren. Ook bekers lijken een veelgebruikt voorwerp geweest te zijn om kinderen te helpen bij de alfabetstudie. Een beker gevonden in het Heraion van Samos, afkomstig uit de 8e eeuw v.C. bevat bijvoorbeeld een abecedarium, met daarboven wat lijkt op een poging van een leerling om het alfabet na te schrijven. Ook in Boiotia werd een beker teruggevonden met daarop twee abecedaria geschilderd. Deze is afkomstig uit de 5e eeuw v.C.
Daarnaast werden ook op andere voorwerpen uit aardewerk abecedaria teruggevonden: de bucchero-amforen uit de Villa Giulia (650-600 v.C.), het vogel-vormige bucchero-flesje uit Viterbo (550-500 v.C.), de pyxis uit Gravina waarop een abecedarium is aangebracht in de vorm van een dipinto (late 5e eeuw v.C.) en de stamnos uit Metapontum (475-450 v.C.) zijn slechts enkele voorbeelden van een bredere traditie in de Oudheid van het aanbrengen van abecedaria op aardewerk.
Al deze voorwerpen getuigen van het gebruik van abecedaria op de meest alledaagse objecten: ze werden dus echt niet enkel in een strikt schoolse context gebruikt. Er wordt zelfs verondersteld dat iedereen die leerde schrijven, zeker in het begin van hun stappen richting geletterdheid, in het bezit was van een eigen abecedarium.
Daarnaast heeft men ook abecedaria teruggevonden in bepaalde heiligdommen (bv. Heiligdom voor Zeus op Hymettus-berg (7e eeuw v.C.), plakkaat uit heiligdom van Poseidon en Amphitrite in Penteskouphia (575-550 v.C.), heiligdom van godin Reitia in Este-Baratella (4e-2e eeuw v.C.)) en is men ervan overtuigd dat ook herders verantwoordelijk waren voor sommige van de abecedaria-inscripties die zijn teruggevonden. Ook dat bewijst nog maar weer eens dat het gebruik en de productie van abecedaria niet beperkt was tot leraars en schoolkinderen.

### Heiligdom Este-Baratella: offeren van abecedaria in votieve context
In het Venetische heiligdom Este-Baratella, waar offers gebracht werden aan de godin Reitia, werden enkele interessante geofferde objecten teruggevonden, die gedateerd worden tussen de 4e en 2e eeuw v.C., waaronder bronzen schrijftabletten waarop teksten stonden die schrijfoefeningen nabootsten en ander schrijfgerief, zoals stilussen. Op die bronzen tabletten werden ook enkele abecedaria teruggevonden. 
Het lijkt misschien bijzonder dat men schrijfgerief zou offeren aan de goden, maar ook op andere plaatsen in het Middellandse Zeegebied werden in funeraire en votieve contexten alfabetten teruggevonden bij offers van abecedaria en ander schrijfgerief. Naar dat offeren van schrijfgerief in votieve context wordt bijvoorbeeld ook verwezen in de Anthologia Palatina, al is er daarin geen sprake van het offeren van schrijftabletten. In het werk linkt men het offeren van schrijfgerief aan mannelijke klerken die op pensioen gaan. Maar schrijfgerief kon echter ook geofferd worden als men een bepaalde vaardigheid, zoals bv. basisgeletterdheid, verworven had of als men bij het verwerven ervan hulp wou krijgen. Voor deze bronzen tabletten is het niet duidelijk met welke bedoeling ze geofferd werden. 
Wat uniek is aan de schrijftabletten uit Este-Baratella, is dat het ging om bronzen schrijftabletten, die waarschijnlijk doelbewust gemaakt waren enkel en alleen om geofferd te worden aan Reitia. Op brons kan men immers niet gemakkelijk schrijven, dus dat materiaal zou niet gebruikt kunnen worden voor schrijfoefeningen in de praktijk. De meeste andere voorbeelden van offers van schrijfgerief bestonden uit hout of was en waren niet enkel bedoeld om te offeren, maar maakten eerst ook deel uit van iemands bezit. Bronzen offers van schrijfgerief waren eerder voorbehouden voor de elite.
In deze offers in Este-Baratella worden vele vrouwen vermeld als brengers van de offers, wat suggereert dat bij de epigrafische traditie van die stad veel vrouwen betrokken waren, vooral dan vrouwen van de elite, en dat zij daar dus ook gelinkt werden aan basisgeletterdheid. Hun offers waren misschien een teken van hun verworven geletterdheid, of juist van hun ambities om die geletterdheid te verwerven. Het zou dus kunnen zijn dat in Este gender bij de elite niet zo’n grote invloed had op iemands geletterdheid als in bv. het oude Griekenland of Rome.

### Offeren van abecedaria in funeraire context
Naast het offeren van schrijfgerei in votieve context kent men ook voorbeelden van abecedaria in funeraire contexten. Een voorbeeld daarvan is het abecedarium op het ivoren schrijfplankje uit Marsiliana d’Albegna uit de 7e eeuw v.C. Hier ging het waarschijnlijk, gezien de uiterst kleine afmetingen, ook om een purpose-made schrijftablet. Op een schrijfplankje van die omvang zou immers niet veel geschreven kunnen worden. Bepaalde wetenschappers suggereren echter dat het gewoon ging om een voorwerp dat waarschijnlijk in schoolcontext gebruikt werd. Het abecedarium op dat plankje bootst dan waarschijnlijk het voorbeeld van de leraar na, dat de leerlingen later moesten kopiëren.
Ook op aardewerk zijn heel wat schrijfoefeningen teruggevonden in graven van de elite. Soms ging het enkel om een abecedarium bij een naam, soms werden uitgebreide oefeningen gevonden, zoals bijvoorbeeld op de Formello-amforen (650-600 v.C.).

### Fayum-tabletten: bevragen van de authenticiteit van abecedaria
De twee Fayum-tabletten uit de 8e eeuw v.C. uit Egypte bieden ronduit spectaculaire abecedaria van het Griekse alfabet uit de archaïsche periode. Hun authenticiteit wordt echter sterk in twijfel getrokken door het grote aantal eigenaardigheden. De eigenaardigheden zijn, apart bekeken, niet al te vreemd, maar de combinatie ervan doet de wenkbrauwen rijzen. Bovendien zijn de tabletten afkomstig uit Egypte, waar sinds de Tweede Wereldoorlog regelmatig sensationele vondsten gedaan worden die achteraf vervalsingen blijken te zijn. Een ervan bevindt zich sinds het begin van de jaren '80 in de Würzburg universiteit na een donatie van een antiekverzamelaar. Twee andere bevinden zich in de collectie van een Noors professor. Er wordt verondersteld dat er in totaal zes plakkaten waren. 

## Belang van abecedaria voor wetenschappelijk onderzoek
Abecedaria kunnen van belang zijn bij het bestuderen van de evoluties van alfabetten. Een belangrijke caveat is hierbij wel noodzakelijk: de schrifttekens die we terugvinden in abecedaria uit een bepaalde periode, komen niet per se overeen met de schrifttekens die daadwerkelijk gevonden werden in andere inscripties uit die tijd. Abecedaria waren zeer conservatief van aard en bevatten zogenaamde dode letters: letters die nog aanwezig zijn in abecedaria of het zogenaamde ideale, theoretische alfabet, maar niet meer in gebruik waren in het alfabet van alledaags gebruik.
Zo vindt men in abecedaria uit Este, Venetië steeds de letter thèta terug, die daar op andere inscripties uit die periode nooit teruggevonden wordt.
Daarom kunnen we niet rechtstreeks vertrouwen op de abecedaria voor de datering van bv. het verdwijnen van bepaalde lettertekens. Die dode letters verdwenen mettertijd wel uit de abecedaria, en het ideale alfabet ging uiteindelijk steeds dichter liggen bij het praktisch gebruikte alfabet, maar daar zat heel wat vertraging op.
De oorzaak van dat conservatieve karakter van de abecedaria is meerzijdig: het kan verklaard worden door de mnemonische functie van het alfabet: het alfabet moet gememoriseerd kunnen worden en continue veranderingen zouden het veel moeilijker maken om te kunnen onthouden. Daarnaast was het onderwijs over het algemeen ook idealistisch en conservatief van aard, wat zich vertaalt in het conservatieve karakter van objecten die in het onderwijs gebruikt werden. Tot slot kan men het ook verklaren vanuit het feit dat, zeker in het Grieks, bepaalde letterwaarden steevast geassocieerd werden met cijferwaarden. Als er veranderingen gebeurden in de volgorde van de lettertekens, zouden die ook nieuwe cijferwaarden moeten krijgen, wat absoluut niet handig was. Die schrijfwijze van cijfers aan de hand van letters werd milesisch genoemd.